# Fu-ťien
Fu-ťien ( výslovnost, čínsky pchin-jinem Fújiàn, znaky 福建; dříve též přepisováno Fukien) je provincie Čínské lidové republiky. Nachází se na jihovýchodním pobřeží Číny, naproti ostrovu Tchaj-wan, a sousedí s provinciemi Če-ťiang, Ťiang-si a Kuang-tung. V roce 2020 ve Fu-ťienu žilo více než 41,5 milionu obyvatel, což z něj činilo 15. nejlidnatější administrativní celek provinční úrovně. Při rozloze téměř 124 000 km² je Fu-ťien 23. největším administrativním celkem provinční úrovně. Hlavním městem provincie je Fu-čou.
Jako pobřežní provincie na pomezí Východočínského a Jihočínského moře je Fu-ťien významným uzlem námořní dopravy. V minulosti byl také důležitou součástí námořní hedvábné stezky a výchozím bodem středověkých expedičních plaveb Čeng Chea. Fu-ťien má převážně hornatý charakter; rovinatější oblasti jsou soustředěny zejména v úzkém pobřežním pásu na jihovýchodě, kde se zároveň nachází množství největších měst provincie: kromě Fu-čou, provinčního hlavního města, také Sia-men, Čchüan-čou, Čang-čou, Ning-te a Pchu-tchien. Ačkoliv je prakticky celý Fu-ťien pod správou Čínské lidové republiky, jeho malou část (souostroví Ťin-men a Ma-cu v Tchajwanském průlivu) spravuje Čínská republika na Tchaj-wanu; na celé území provincie si činí nárok oba státy.
Přestože je obyvatelstvo Fu-ťienu převážně chanského původu, jedná se o značně jazykově a kulturně rozmanitou provincii. Rozšířeny jsou zde dialekty jazykové skupiny Min, včetně skupiny dialektů Hokkien či fučouského dialektu, a dále také jazyk hakka, jímž hovoří Hakkové. Nejpočetnější národnostní menšinou v provincii jsou Šeové. Z Fu-ťienu také pochází mnozí zámořští Číňané, a to jak v zemích jihovýchodní Asie, tak například i ve Spojených státech.

## Název
Název provincie, Fu-ťien, pochází ze spojení jmen měst Fu-čou (福州) a Ťien-čou (建州), dnešního Ťien-ou v prefektuře Nan-pching. Název vznikl roku 733 za vlády tchangského císaře Süan-cunga, přičemž jím byla původně označena oblast nového úřadu ťing-lüe-š’, komisaře zplnomocněného řídit a zavádět řád.
Jednoznaková zkratka pro Fu-ťien, užívaná například na poznávacích značkách vozidel, je 闽 (čínsky v českém přepisu min, pchin-jinem mǐn). Zkratka je odvozena z názvu starověkého království Min-jüe, které se rozkládalo na území dnešní provincie. Oficiální zkratka Fu-ťienu v latinském písmu je FJ.

## Historie

### Raná historie a císařské období
V pozdější části období Jara a podzimu se na jih od changčouské zátoky nacházelo království Jüe, které zahrnovalo některé oblasti dnešní provincie Fu-ťien. Jeho vládce byl nominálním vazalem čínského krále. Moc království Jüe vzrostla zejména poté, co v roce 473 př. n. l. dobylo stát Wu. Během období válčících států bylo království Jüe v roce 334 př. n. l. naopak dobyto královstvím Čchu. Wu-ču, jeden ze synů sesazeného krále Jüe, uprchl po moři na jih zhruba k dnešnímu Fu-čou a stal se králem státu Min-jüe. Za vlády císaře Wu-tiho bylo potlačeno povstání minjüeských kmenů, načež tyto kmeny byly přesídleny na sever do vnitrozemské oblasti mezi řekami Chuaj a Jang-c'. Po sjednocení Číny za dynastie Čchin byla území království Min-jüe zřízena komandérie Min-čung. Po kolapsu dynastie Čchin a následném zrození říše Chan bylo království Min-jüe obnoveno císařem Kao-cu a vráceno Wu-čuovi za jeho pomoc v boji proti vojevůdci Siang Jüovi.
Během období Šesti dynastií (220–589 n. l.; částečně se překrývajícího s obdobím Šestnácti států) zůstal region v čínské sféře; ke skutečné sinizaci ale došlo až v dobách dynastie Tchang, kdy se sňatky mezi tchangskými osadníky ze severu a místním obyvatelstvem staly běžnými. Po pádu říše Tchang se na území Fu-ťienu rozkládalo království Min s hlavním městem ve Fu-čou. V polovině desátého století bylo království Min rozděleno mezi stát Jin, ovládající oblast severního Fu-ťienu, zatímco jižní Fu-ťien byl spravován státem Min s centrem v Čang-čou.
Význam regionu rychle vzrůstal v období dynastie Jižní Sung, kdy sloužil jako hospodářské zázemí nedalekého hlavního města říše, Lin-anu (nynějšího Chang-čou). Fu-ťien byl klíčovým dodavatelem rýže a hlavním producentem cukrové třtiny, ovoce a čaje. Vzhledem k důležitosti obchodu pro dynastii Jižní Sung, se provincie také stala loďařským a komerčním centrem a to jak pro pobřežní, tak pro zámořský obchod. Přístavní město Čchüan-čou bylo významné v rámci obchodních kontaktů Číny s muslimským světem vedených skrze arabské, později také perské, turecké a indické obchodníky. V letech 1405–1433 z Fu-ťienu vyplouvaly Čeng Cheovy expediční floty včetně tzv. „lodí pokladů“, mnohé z nichž byly lokálně postaveny.
Úpadek Fu-ťienu se pojí se zákazem námořního obchodu v roce 1433 za dynastie Ming a izolacionistickou politikou za dynastie Čching, která Fu-ťien zasáhla nejsilněji na konci 17. století, kdy mingští loajalisté obsadili Tchaj-wan a ostrovy u fuťienského pobřeží. V těchto dobách se navzdory oficiálnímu zákazu námořního obchodu hlavní baštou čínských kupců stal Sia-men, kde na rozdíl od nedalekého Čchüan-čou a Fu-čou nesídlil úřední dozor nad obchodní lodní dopravou.
K mírnému oživení fuťienské ekonomiky došlo ve druhé polovině 19. století, kdy města Fu-čou a Sia-men byla podle tzv. nerovných smluv otevřena západním mocnostem jako smluvní přístavy. Například moderní loďařský průmysl rozvíjející se Ma-weji byl ale zničen francouzskou flotou během čínsko-francouzské války v letech 1883–1885. V roce 1886 byl ostrov Tchaj-wan oddělen od Fu-ťienu a byl ustaven samostatnou provincií.

### 20. století
Po Sinchajské revoluci v roce 1911 se Fu-ťien stal součástí nově vzniklé Čínské republiky. Krátce na to se, podobně jako jiné čínské provincie, ocitl ve střetu zájmů tzv. militaristů, lokálních vojenských vůdců, kteří ovládali jednotlivá čínská území. Od roku 1922 byl vojenským guvernérem Fu-ťienu Wang Jung-čchüan, který byl součástí Anchuejské kliky. Na počátku 30. let 20. století byla část západního Fu-ťienu krátkodobě začleněna do tzv. Ústřední revoluční základny, území ovládaného čínskými komunisty. Následná vzpoura vládních vojsk dislokovaných v provincii proti vládě v Nankingu v roce 1933 vedla k reakci ze strany kuomintangské nankingské vlády, která následně provincii znovu ovládla a vypudila komunistické síly.
Po roce 1938, během druhé čínsko-japonské války byla pobřežní centra provincie okupována japonskými silami. Provinční vláda se v roce 1941 stáhla do vnitrozemského Jung-anu v prefektuře San-ming, odkud spravovala zbývající části provincie po dobu trvání války. V roce 1949 v rámci čínské občanské války provincii dobyla komunistická 3. polní armáda a Fu-ťien se tak stal součástí Čínské lidové republiky. Ostrovy v Tchajwanském průlivu ale i nadále zůstávají pod faktickou kontrolou Čínské republiky sídlící na Tchaj-wanu.

## Geografie

### Poloha a rozloha

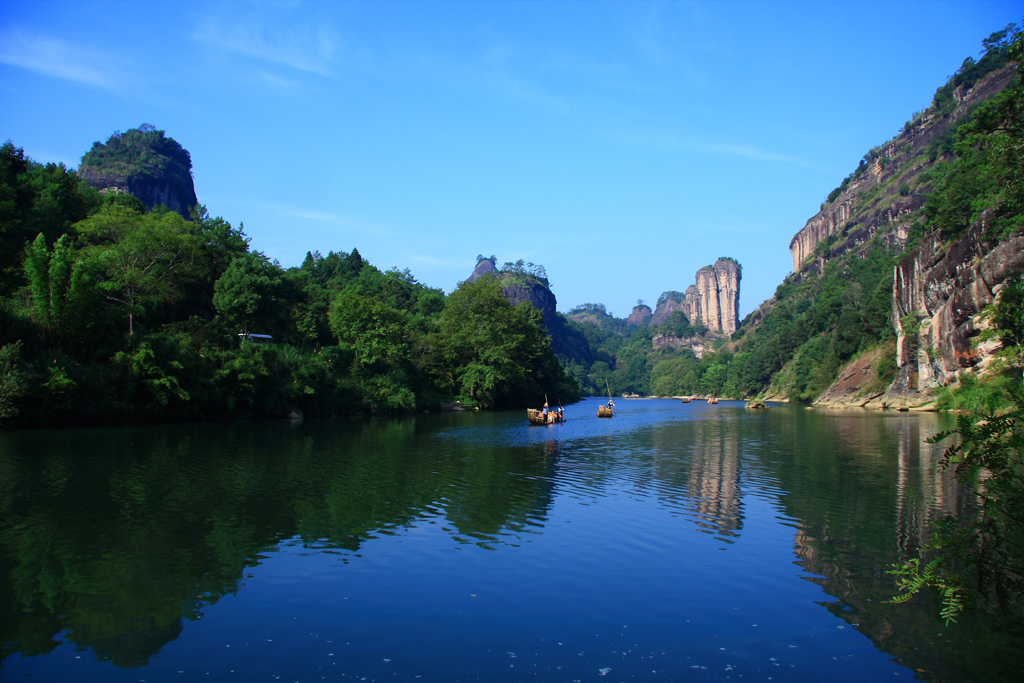
Pohled na pohoří Wu-i z řeky Ťiou-čchü-si

Fu-ťien se nachází jihovýchodním pobřeží Číny, dle zeměpisných souřadnic mezi 23°33′ a 28°20′ severní šířky a 115°50′ a 120°40′ východní délky. Regionálně spadá do východní Číny. Na severu Fu-ťien sousedí s provincií Če-ťiang, na západě s provincií Ťiang-si a na jihu s provincií Kuang-tung. Z východu je obtékán Východočínským mořem, z jihu Jihočínským mořem a na jihovýchodě jej od ostrovu Tchaj-wan odděluje Tchajwanský průliv – úžina, která tato dvě moře spojuje.
Rozloha provincie je 123 951,14 km², a jedná se tak o 23. největší administrativní celek provinční úrovně, respektive 19. největší provincii.

### Povrch
Provincie Fu-ťien je z většiny kopcovitá a hornatá, v čínštině tradičně popisována jako „z osmi částí hory, z jedné části voda, z jedné části pole“ (八山一水一分田); nachází se ve východní části Jihočínské hornatiny. Na severozápadu provincie se nachází významné pohoří Wu-i, a pod něj spadající systém Šan-ling, tvořící přirozenou hranici s provincií Ťiang-si. V pohoří Wu-i se také nachází nejvyšší hora provincie, Chuang-kang-šan, dosahující výšky 2158 m n. m. Na severu provincie se při hranici s provincií Če-ťiang nachází pohoří Tung-kung a blíže pobřeží také pohoří (s významnou, stejnojmennou horou) Tchaj-mu. Mezi další pohoří Fu-ťienu patří pohoří Ťiou-feng, Taj-jün, a na jihu provincie nacházející se pohoří Taj-mao a hřbet Po-pching.
Lesy zaujímají 66,8% rozlohy provincie, nejvíce ze všech čínských provincií a dalších celků na provinční úrovni.

### Podnebí
Fu-ťien leží ve vlhkém subtropickém podnebném pásu, nicméně podnebné podmínky jsou regionálně závislé, zejména s ohledem na vertikální členění provincie.
Průměrná roční teplota se pohybuje v rozmezí 17-22 °C, teplota moře celoročně neklesá pod 10 °C. Zimy jsou mírné, s průměrnou teplotou v lednu v pobřežních oblastech 8-13 °C, v horských oblastech 6-8 °C. Průměrná teplota v létě je 20-29 °C.

### Vodstvo
Největší řekou provincie je Min-ťiang, protékající mimo jiné Nan-pchingem a provinčním hlavním městem Fu-čou. Dalšími významnými toky jsou Ťin-ťiang, či řeka Ťiou-lung, protékající jihem provincie.

## Administrativní členění
Provincie Fu-ťien se dělí na devět celků na prefekturní úrovni – 1 subprovinční město a 8 městských prefektur.
| Mapa provincie | Kód                | Název             | Název                | Sídlo        | Rozloha (km²) | Počet obyvatel (2020) |
| Mapa provincie | Kód                | Český přepis      | Znaky Pchin-jin      | Sídlo        | Rozloha (km²) | Počet obyvatel (2020) |
| --- | ------------------ | ----------------- | -------------------- | ------------ | ------------- | --------------------- |
| Fu-čou Sia-men Pchu-tchien San-ming Čchüan-čou Čang-čou Nan-pching Lung-jen Ning-te ☐ Okres Ťin-men a okres Lien-ťiang jsou spravovány Čínskou republikou a nárokovány Čínskou lidovou republikou | 350000             | Provincie Fu-ťien | 福建 Fújiàn shěng    | Fu-čou       | 123 951,14    | 41 540 086            |
| Fu-čou Sia-men Pchu-tchien San-ming Čchüan-čou Čang-čou Nan-pching Lung-jen Ning-te ☐ Okres Ťin-men a okres Lien-ťiang jsou spravovány Čínskou republikou a nárokovány Čínskou lidovou republikou | Subprovinční město |                   |                      |              |               |                       |
| Fu-čou Sia-men Pchu-tchien San-ming Čchüan-čou Čang-čou Nan-pching Lung-jen Ning-te ☐ Okres Ťin-men a okres Lien-ťiang jsou spravovány Čínskou republikou a nárokovány Čínskou lidovou republikou | 350200             | Sia-men           | 厦门市 Xiàmén shì    | S'-ming      | 1 699,39      | 5 163 970             |
| Fu-čou Sia-men Pchu-tchien San-ming Čchüan-čou Čang-čou Nan-pching Lung-jen Ning-te ☐ Okres Ťin-men a okres Lien-ťiang jsou spravovány Čínskou republikou a nárokovány Čínskou lidovou republikou | Městská prefektura |                   |                      |              |               |                       |
| Fu-čou Sia-men Pchu-tchien San-ming Čchüan-čou Čang-čou Nan-pching Lung-jen Ning-te ☐ Okres Ťin-men a okres Lien-ťiang jsou spravovány Čínskou republikou a nárokovány Čínskou lidovou republikou | 350100             | Fu-čou            | 福州市 Fúzhōu shì    | Ku-lou       | 12 250,72     | 8 291 268             |
| Fu-čou Sia-men Pchu-tchien San-ming Čchüan-čou Čang-čou Nan-pching Lung-jen Ning-te ☐ Okres Ťin-men a okres Lien-ťiang jsou spravovány Čínskou republikou a nárokovány Čínskou lidovou republikou | 350300             | Pchu-tchien       | 莆田市 Pútián shì    | Čcheng-siang | 4 130,78      | 3 210 714             |
| Fu-čou Sia-men Pchu-tchien San-ming Čchüan-čou Čang-čou Nan-pching Lung-jen Ning-te ☐ Okres Ťin-men a okres Lien-ťiang jsou spravovány Čínskou republikou a nárokovány Čínskou lidovou republikou | 350400             | San-ming          | 三明市 Sānmíng shì   | San-jüan     | 22 964,77     | 2 486 450             |
| Fu-čou Sia-men Pchu-tchien San-ming Čchüan-čou Čang-čou Nan-pching Lung-jen Ning-te ☐ Okres Ťin-men a okres Lien-ťiang jsou spravovány Čínskou republikou a nárokovány Čínskou lidovou republikou | 350500             | Čchüan-čou        | 泉州市 Quánzhōu shì  | Feng-ce      | 11 286,59     | 8 782 285             |
| Fu-čou Sia-men Pchu-tchien San-ming Čchüan-čou Čang-čou Nan-pching Lung-jen Ning-te ☐ Okres Ťin-men a okres Lien-ťiang jsou spravovány Čínskou republikou a nárokovány Čínskou lidovou republikou | 350600             | Čang-čou          | 漳州市 Zhāngzhōu shì | Siang-čcheng | 12 879,62     | 5 054 328             |
| Fu-čou Sia-men Pchu-tchien San-ming Čchüan-čou Čang-čou Nan-pching Lung-jen Ning-te ☐ Okres Ťin-men a okres Lien-ťiang jsou spravovány Čínskou republikou a nárokovány Čínskou lidovou republikou | 350700             | Nan-pching        | 南平市 Nánpíng shì   | Jen-pching   | 26 279,67     | 2 680 645             |
| Fu-čou Sia-men Pchu-tchien San-ming Čchüan-čou Čang-čou Nan-pching Lung-jen Ning-te ☐ Okres Ťin-men a okres Lien-ťiang jsou spravovány Čínskou republikou a nárokovány Čínskou lidovou republikou | 350800             | Lung-jen          | 龙岩市 Lóngyán shì   | Sin-luo      | 19 027,62     | 2 723 637             |
| Fu-čou Sia-men Pchu-tchien San-ming Čchüan-čou Čang-čou Nan-pching Lung-jen Ning-te ☐ Okres Ťin-men a okres Lien-ťiang jsou spravovány Čínskou republikou a nárokovány Čínskou lidovou republikou | 350900             | Ning-te           | 宁德市 Níngdé shì    | Ťiao-čcheng  | 13 431,98     | 3 146 789             |

## Obyvatelstvo
Podle Sedmého sčítání lidu Čínské lidové republiky v roce 2020 ve Fu-ťienu žilo 41 540 086 obyvatel, což představuje 2,94 % celkové populace Čínské lidové republiky. Většina populace je koncentrována ve městech u pobřeží, hornaté vnitrozemí je osídleno řidčeji. Z Fu-ťienu také pochází významná část Číňanů žijících v zahraničí, tzv. „zámořských Číňanů“. Fuťienské kořeny má i značná část Číňanů na Tchaj-wanu. Jedná se o jednu z nejvíce jazykově fragmentovaných provincií Číny; historicky byly ve Fu-ťienu rozšířeny především dialekty jazykové skupiny Min, včetně skupiny dialektů Hokkien, užívaných na jihovýchodě provincie, či fučouského dialektu, užívaného v okolí hlavního města Fu-čou. Dále je také rozšířený jazyk hakka, jímž hovoří Hakkové.
| Rok       | Populace   |
| --------- | ---------- |
| 1912      | 15 849 000 |
| 1928      | 10 071 000 |
| 1936–1937 | 11 756 000 |
| 1947      | 11 143 000 |
| 1954      | 13 142 721 |
| 1964      | 16 757 223 |
| 1982      | 25 931 106 |
| 1990      | 30 097 274 |
| 2000      | 34 710 000 |
| 2010      | 36 894 216 |
| 2020      | 41 540 086 |

### Národnostní složení
Naprostou většinu populace provincie Fu-ťien tvoří Chanové, nejpočetnější etnickou menšinou jsou Šeové. V roce 2010 ve Fu-ťienu žilo přibližně 796 000 příslušníků národnostních menšin; 365 000 z nich byli právě Šeové, což představovalo 51,4 % všech Šeů v celé Číně. Většina Šeů ve Fu-ťienu žije v hornatých oblastech na severu provincie v okolí Ning-te, zejména v okresech Fu-an, Fu-ting a Sia-pchu. Další národnostní menšiny v provincii jsou především Miaové, Chuejové a Mandžuové. Miaové žijí především v hornatém vnitrozemí na severu Fu-ťienu, zatímco Chuejové zejména ve městech Fu-čou, Sia-men, Pchu-tchien a Čchüan-čou. Mandžuové, ve Fu-ťienu žijící především ve Fu-čou, jsou často potomky mandžuských vojáků, kteří tvořili městskou posádku v dobách dynastie Čching.

## Politika
Politický systém Fu-ťienu je de facto strukturován jako systém vlády jedné strany, Komunistické strany Číny, a je analogický celostátní úrovni.
Vrcholným výkonným orgánem provincie je Lidová vláda, v jejímž čele stojí guvernér, nominálně nejvýše postavený představitel provincie. Guvernér zpravidla bývá zástupcem tajemníka provinčního výboru Komunistické strany Číny, tedy až druhým nejvýše postaveným stranickým hodnostářem v provincii. Guvernér je tak fakticky podřízen stranickému tajemníkovi.

### Seznam představitelů
| Guvernéři provincie Fu-ťien 1. Čang Ting-čcheng (张鼎丞) (srpen 1949 – říjen 1954) 2. Jie Fej (叶飞) (říjen 1954 – leden 1959) 3. Ťiang I-čen (江一真) (leden 1959 – říjen 1959) 4. Wu Chung-siang (伍洪祥) (duben 1960 – červen 1962) 5. Ťiang I-čen (江一真) (listopad 1962 – prosinec 1962) 6. Wen Ťin-šuej (魏金水) (prosinec 1962 – květen 1967) 7. Chan Sien-čchu (韩先楚) (srpen 1968 – prosinec 1973) 8. Liao Č'-kao (廖志高) (listopad 1974 – prosinec 1979) 9. Ma Sing-jüan (马兴元) (prosinec 1979 – leden 1983) 10. Chu Pching (胡平) (leden 1983 – září 1987) 11. Wang Čao-kuo (王兆国) (září 1987 – listopad 1990) 12. Ťia Čching-lin (贾庆林) (listopad 1990 – duben 1994) 13. Čchen Ming-i (陈明义) (duben 1994 – říjen 1996) 14. Che Kuo-čchiang (贺国强) (říjen 1996 – srpen 1999) 15. Si Ťin-pching (习近平) (srpen 1999 – říjen 2002) 16. Lu Čan-kung (卢展工) (říjen 2002 – prosinec 2004) 17. Chuang Siao-ťing (黄小晶) (prosinec 2004 – duben 2011) 18. Su Šu-lin (苏树林) (duben 2011 – listopad 2015) 19. Jü Wej-kuo (于伟国) (listopad 2015 – leden 2018) 20. Tchang Teng-ťie (唐登杰) (leden 2018 – červenec 2020) 21. Wang Ning (王宁) (červenec 2020 – říjen 2021) 22. Čao Lung (赵龙) (říjen 2021 – úřadující) | Tajemníci výboru Komunistické strany Číny provincie Fu-ťien 1. Čang Ting-čcheng (张鼎丞) (srpen 1949 – říjen 1954) 2. Jie Fej (叶飞) (říjen 1954 – květen 1967) 3. Ťiang I-čen (江一真) (úřadující 1958–1970) 4. Chan Sien-čchu (韩先楚) (duben 1971 – prosinec 1974) 5. Liao Č'-kao (廖志高) (prosinec 1974 – únor 1982) 6. Siang Nan (项南) (únor 1982 – březen 1986) 7. Čchen Kuang-i (陈光毅) (březen 1986 – prosinec 1993 8. Ťia Čching-lin (贾庆林) (prosinec 1993 – říjen 1996 9. Čchen Ming-i (陈明义) (říjen 1996 – prosinec 2000 10. Sung Te-fu (宋德福) (prosinec 2000 – únor 2004 11. Lu Čan-kung (卢展工) (únor 2004 – listopad 2009 12. Sun Čchun-lan (孙春兰) (listopad 2009 – prosinec 2012 13. Jou Čchüan (尤权) (prosinec 2012 – říjen 2017 14. Jü Wej-kuo (于伟国) (říjen 2017 – 1. prosince 2020) 15. Jin Li (尹力) (1. prosince 2020 – úřadující) |

## Ekonomika
V roce 2021 byl hrubý domácí produkt provincie 4,881 bilionu jüanů (~17,1 bilionů CZK) a zaznamenal tak 8% nárůst oproti roku 2020. V roce 2020 dosáhlo HDP provincie 4,39 bilionu jüanů (690 miliard USD, 15,1 bilionů CZK), přičemž v porovnání s rokem 2019, kdy bylo HDP provincie 4,239 bilionu jüanů (670 miliard USD, 14,6 bilionů CZK), zaznamenalo 3,3% meziroční růst. Podle výše hrubého domácího produktu byl Fu-ťien v roce 2020 7. nejbohatší provincie v Číně, respektive také 7. nejbohatší administrativní celek na provinční úrovni. HDP per capita v roce 2020 dosáhlo výše 105 818 jüanů (~15 500 USD), přičemž v roce 2010 dosahovalo pouze 40 773 jüanů.
Ekonomickým jádrem provincie je jihovýchodní Fu-ťien (čínsky v českém přepisu min tung-nan, pchin-jinem mǐn dōngnán, znaky zjednodušené 闽东南), oblast zahrnující města Fu-čou, Sia-men, Pchu-tchien, Čchüan-čou a Čang-čou. V roce 2019 oblast jihovýchodního Fu-ťienu tvořila 77 % HDP celé provincie.
Na tvorbě HDP Fu-ťienu se podle sektorového hlediska v roce 2020 podílel terciární sektor ze 47,5 %, sekundární sektor činil 46,3 % a primární sektor 6,2 %. I přes to, že zemědělství stále hraje určitou roli, jeho podíl na tvorbě HDP provincie dlouhodobě klesá. Za 49,2 % celkové průmyslové přidané hodnoty v roce 2019 odpovídal těžký průmysl.
V roce 2019 mezi přední průmyslová odvětví (podle podílu na celkových výnosech průmyslových podniků) ve Fu-ťienu patřila výroba nekovových minerálních výrobků (7,8 %), výroba počítačů, komunikačních a jiných elektronických zařízení (7,7 %), výroba kožených, kožešinových, péřových a dalších výrobků a obuvi (7,5 %), zpracování zemědělských a přidružených výrobků (6,1 %), výroba tkanin (6,0 %), výroba textilu, oděvů a módních doplňků (4,6 %), tavení a lisování neželezných kovů (4,5 %), zpracování ropy, uhlí a jiných paliv (4,4 %), výroba elektrických strojů a zařízení (4,3 %), kulturní, vzdělávací a sportovní zboží (3,9 %) a tavení a lisování železných kovů (3,8 %).
|                   | 1980 | 2000 | 2020 |
| ----------------- | ---- | ---- | ---- |
| Primární sektor   | 36,7 | 17,0 | 6,2  |
| Sekundární sektor | 41,0 | 43,3 | 46,3 |
| Terciární sektor  | 22,3 | 39,7 | 47,5 |

## Doprava

### Silniční
K roku 2012 bylo v provincii Fu-ťien vystavěno 54 876 km hlavních silnic (čínsky znaky 国道; česky „státních silnic“), z toho 3 500 km dálnic. Cílem 12. pětiletky (2011-2015) bylo do roku 2015 téměř zdvojnásobit délku dálnic, na 5 500 km. Ve Fu-ťienu vedou následující dálnice:
- Dálnice G3 Peking – Tchaj-pej (vede z Če-ťiangu na jih, přes prefekturu Nan-pching do Fu-čou a Pching-tchanu)
- Dálnice G15 Šen-jang – Chaj-kchou (vede z Če-ťiangu podél pobřeží, přes Ning-te, Fu-čou, Pchu-tchien, Čchüan-čou, Sia-men a Čang-čou do Kuang-tungu)
- Dálnice G25 Čchang-čchun – Šen-čen (vede z Če-ťiangu na jihozápad skrz fuťienské vnitrozemí, přes Nan-pching, San-ming a Lung-jen do Kuang-tungu)
- Dálnice G70 Fu-čou – Jin-čchuan (vede z Fu-čou na sever, přes Nan-pching a San-ming do prefektury Fu-čou v provincii Ťiang-si)
- Dálnice G72 Čchüan-čou – Nan-ning (vede z Čchüan-čou na severozápad, přes prefekturu San-ming do prefektury Kan-čou v Ťiang-si)
- Dálnice G76 Sia-men – Čcheng-tu (vede ze Sia-menu severozápad, přes Čang-čou a Lung-jen do Kan-čou v Ťiang-si)
- Dálnice G1514 Ning-te – Šang-žao (vede z Ning-te přes hornatý sever Fu-ťienu do prefektury Šang-žao v Ťiang-si)
- Dálnice G1523 Ning-po – Tung-kuan (vede z Če-ťiangu podél pobřeží, přes Ning-te a Fu-čou, Pchu-tchian, Čchüan-čou, Sia-men a Čang-čou do prefektury Čchao-čou v Kuang-tungu)
- Dálnice G4012 Li-jang – Ning-te (vede z Če-ťiangu do Ning-te)

### Letecká

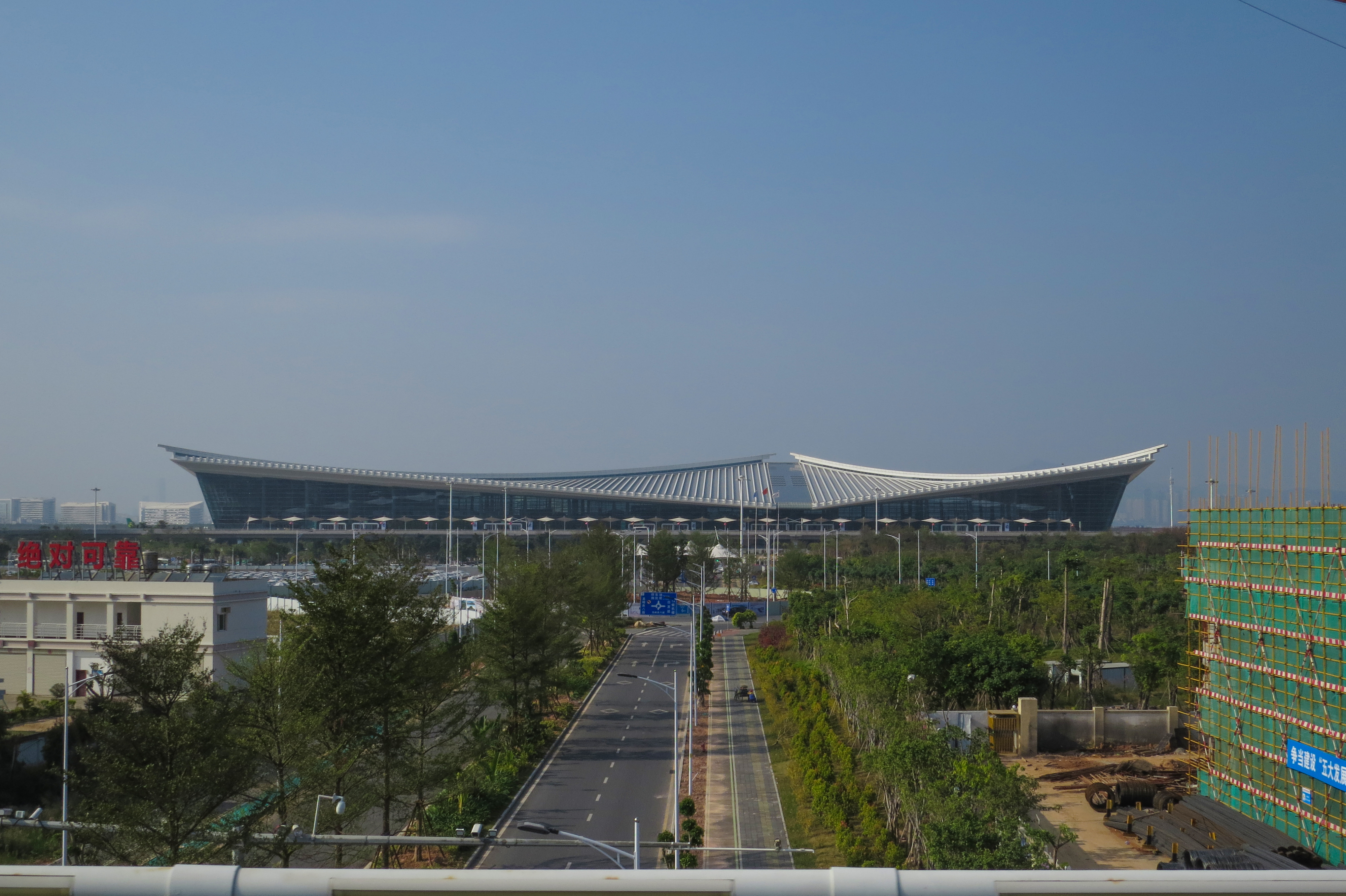
Terminál 4 mezinárodního letiště Sia-men Kao-čchi

Nejrušnějším letištěm ve Fu-ťienu je Mezinárodní letiště Sia-men Kao-čchi, které zároveň patří mezi 15 nejrušnějších letišť v Číně. Dalšími mezinárodními letišti v provincii jsou Mezinárodní letiště Fu-čou Čchang-le, obsluhující oblast provinčního hlavního města, a Mezinárodní letiště Čchüan-čou Ťin-ťiang. Mezinárodní letiště Fu-čou Čchang-le bylo otevřeno v roce 1997 a patří zhruba mezi 30 nejrušnějších letišť v Číně.
Ve výstavbě je také nové Mezinárodní letiště Sia-men Siang-an, které po dokončení možná nahradí současné Mezinárodní letiště Sia-men Kao-čchi. Do provozu by mělo být uvedeno v roce 2025.
Ve Fu-ťienu se také nachází Letiště Wu-i-šan, které obsluhuje severní oblasti provincie, zejména prefekturu Nan-pching, dále Letiště Lung-jen Kuan-č'-šan, sloužící zároveň jako vojenská základna čínského letectva a regionální Letiště San-ming Ša-sien, které bylo otevřeno v roce 2016.

### Železniční

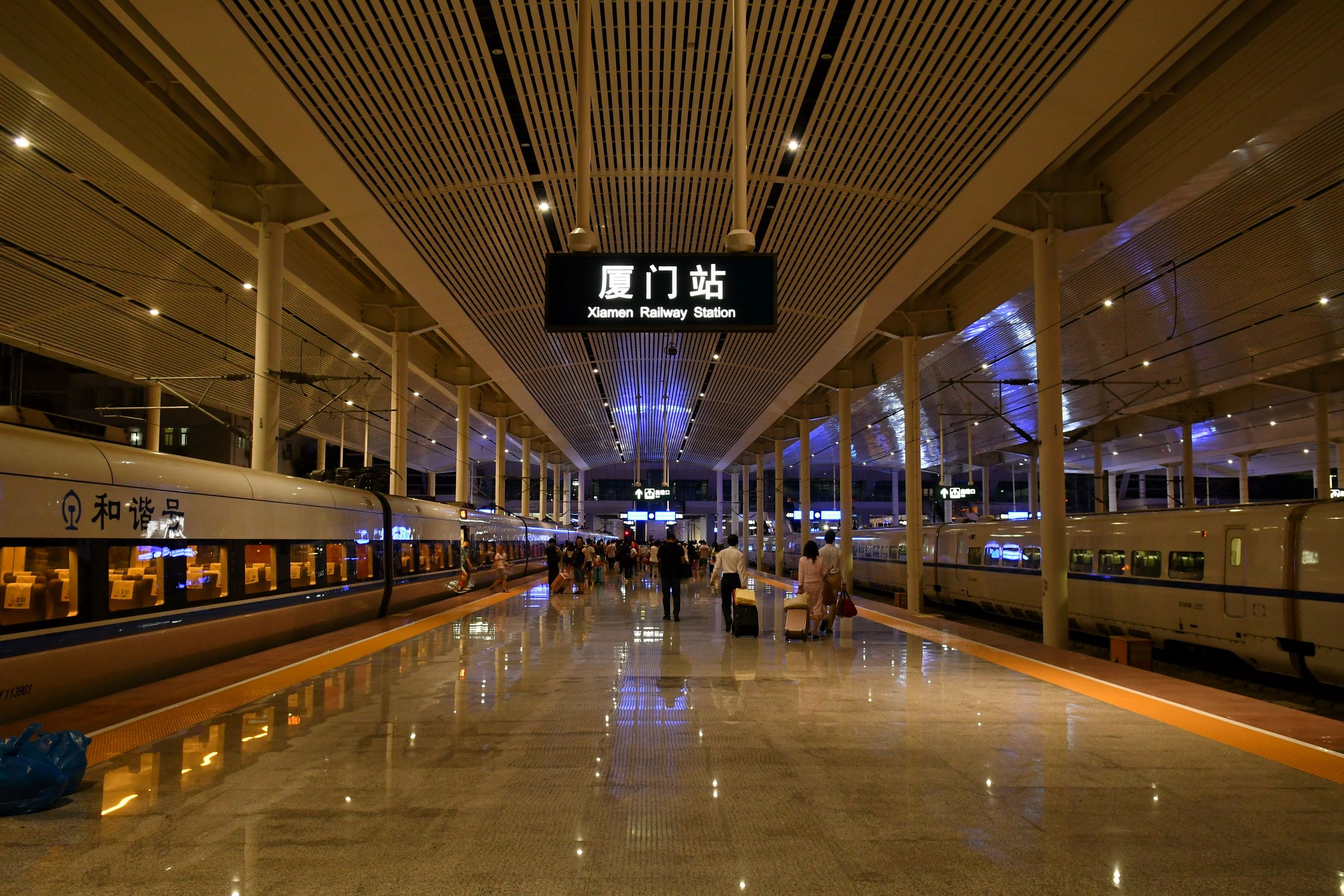
Nástupiště v železniční stanici Sia-men

Vzhledem k hornatému terénu provincie a tradiční prominenci námořní dopravy byl Fu-ťien připojen k železniční síti relativně pozdě. První železniční spojení se sousedními provinciemi Ťiang-si, Kuang-tung a Če-ťiang byla zprovozněna v letech 1959, 2000 a 2009.
K roku 2013 mezi Fu-ťienem a provincií Ťiang-si na severozápadě existovala čtyři železniční spojení: železniční trať Jing-tchan – Sia-men (otevřena v roce 1959), železniční trať Cheng-feng – Nan-pching (1998), železniční trať Kan-čou – Lung-jen (2005) a vysokorychlostní železniční trať Siang-tchang – Pchu-tchien (2013).
Pobřeží provincie je lemováno vysokorychlostní tratí Chang-čou – Fu-čou – Šen-čen, která Fu-ťien spojuje s provinciemi Če-ťiang na severovýchodě a Kuang-tung na jihozápadu. Na území Fu-ťienu se konkrétně nachází tři z pěti sekcí této trati; jedná se o sekci Wen-čou – Fu-čou, sekci Fu-čou – Sia-men a sekci Sia-men – Šen-čen. Trať mezi Sia-menem a Šen-čenem byla uvedena do provozu v prosinci 2013 po šesti letech výstavby. Jednalo se o poslední sekci celé vysokorychlostní trati Chang-čou – Fu-čou – Šen-čen, vysokorychlostního železničního koridoru na jihovýchodním pobřeží Číny. Nová trať zkrátila dobu cesty mezi Sia-menem ve Fu-ťienu a Šen-čenem v provincii Kuang-tung z 11 na 3 hodiny.
Kvůli vysoké vytíženosti je ve výstavbě je druhá, rychlejší vysokorychlostní trať Fu-čou – Sia-men. Měla být uvedena do provozu v roce 2023.
S Kuang-tungem je Fu-ťien také propojen železniční tratí Čang-pching – Lung-čchuan.
Od června 2015 je v provozu také vysokorychlostní trať Che-fej – Fu-čou, která Fu-ťien spojuje s provincií An-chuej. Trať zkrátila dobu cesty mezi hlavními městy těchto tvou provincií z osmi na méně než čtyři hodiny.

### Námořní
Mezi nejvýznamnější přístavy ve Fu-ťienu patří přístav ve Fu-čou, přístav v Sia-menu a přístav v Mejčoujském zálivu.

### Metro
Ve Fu-ťienu jsou systémy metra budovány ve dvou městech. Jedná se o metro ve Fu-čou, hlavním městě provincie, a metro v Sia-menu. Systém Fučouského metra by podle plánů měl mít celkovou délku 338 km, přičemž bude obsluhováno 215 stanic. První linka byla spuštěna v roce 2016, v roce 2022 byly ve Fu-čou v provozu již 3 linky.
V Sia-menu byla první linka metra uvedena do provozu na konci roku 2017. Celkem by síť Siamenského metra měla mít 267 km a 139 stanic.

## Školství

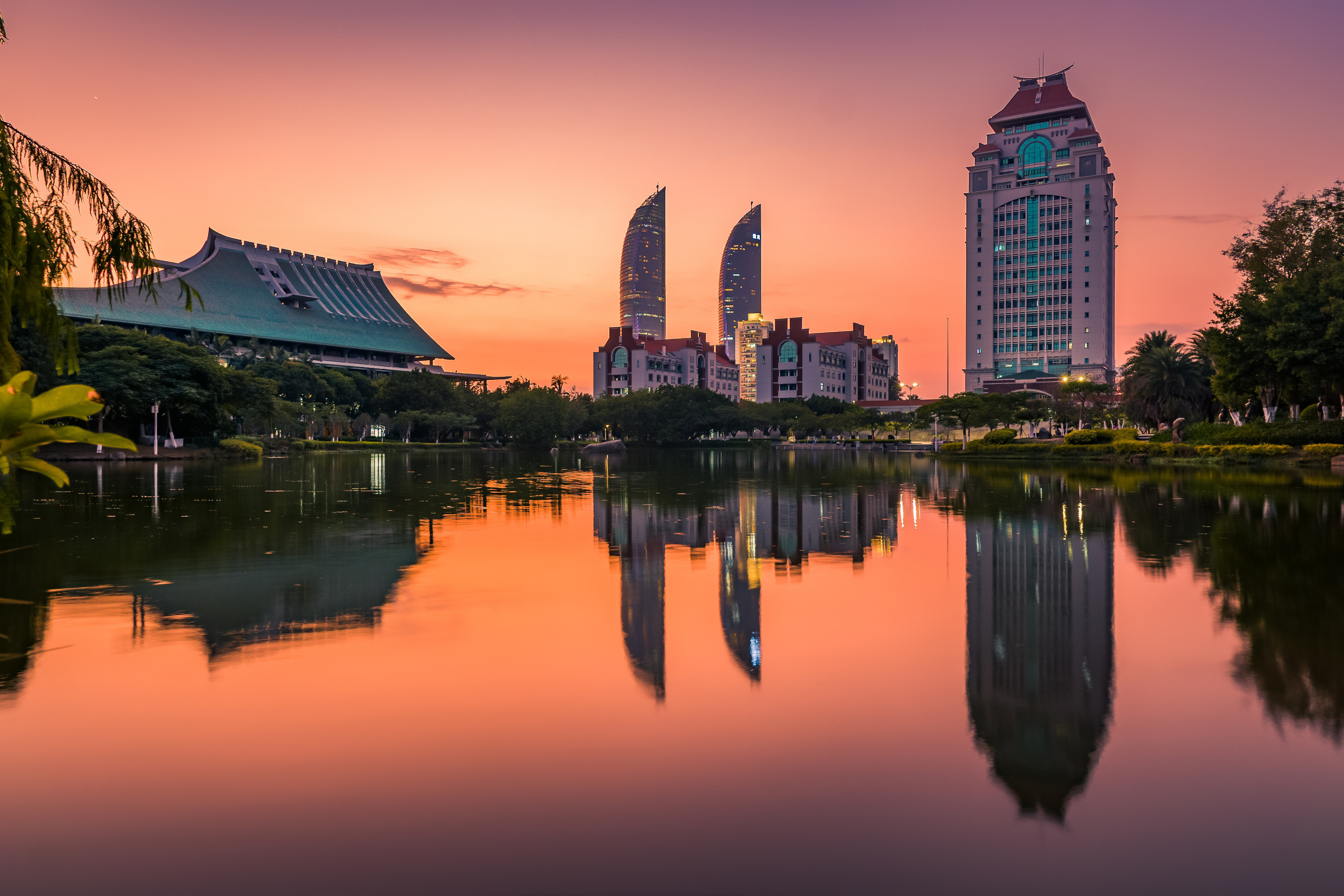
Siamenská univerzita za soumraku

V roce 2017 bylo ve Fu-ťienu celkem 7791 mateřských škol s kapacitou pro 1,57 milionu dětí, 6433 základních a nižších středních škol s 4,14 miliony žáky a 533 vyšších středních škol se 634 700 studenty. V provincii bylo také 51 vyšších odborných institucí, z nichž 8 bylo provinčních a 6 národních ukázkových škol. Vyšší odborné školy ve Fu-ťienu navštěvovalo 257 000 studentů, což činilo 34% studentů v institucích vyššího vzdělávání. V provincii dále bylo 207 středních odborných škol se 381 000 studenty. Z nich bylo 31 národních ukázkových škol a 16 provinčních škol. Ve Fu-ťienu je také 62 technických škol (z nichž je 14 klíčových národních škol a 9 provinčních), na kterých studuje 64 000 studentů.
Ve Fu-ťienu bylo 88 institucí vyššího vzdělávání, na nichž studovalo 756 400 studentů bakalářských, či jedno- až tříletých studijních programů. V provincii bylo 203 celků autorizovaných udělovat magisterské tituly a 81 autorizovaných udělovat doktorské tituly.

### Vysoké školy
- Siamenská univerzita (dvojitá prvotřídní univerzita; dříve součást Projektu 211 a Projektu 985)
- Fučouská univerzita (dvojitá prvotřídní univerzita; dříve součást Projektu 211)
- Univerzita Chua-čchiao
- Univerzita Ťi-mej
- Siamenská technologická univerzita
- Lungjenská univerzita
- Pedagogická univerzita Min-nan
- Pchutchienská univerzita
- Čchüančouská pedagogická univerzita
- Sanmingská univerzita
- Univerzita Wu-i
- Fuťienská zemědělská a lesnická univerzita
- Fuťienská univerzita tradiční čínské medicíny
- Univerzita Min-ťiang
- Fuťienská lékařská univerzita
- Fuťienská pedagogická univerzita
- Fuťienská technologická univerzita
- Univerzita Jang-En